# La Louptière-Thénard
La Louptière-Thénard és un municipi francès, situat al departament de l'Aube i a la regió del Gran Est.

## Personalitats lligades al municipi
- Louis Jacques Thénard